# فرودگاه محلی وینسویل-سن رابرت
فرودگاه محلی وینسویل-سن رابرت  (به انگلیسی: Waynesville-St. Robert Regional Airport) (به زبان بومی: Forney Field) یک فرودگاه همگانی / نظامی باربری با کد یاتا TBN است که یک باند فرود آسفالت دارد و طول باند آن ۱۸۴۰ متر است. این فرودگاه در کشور ایالات متحده آمریکا قرار دارد و در ارتفاع ۳۵۳ متری از سطح دریا واقع شده است.